# Ligne Chikuho Electric Railroad
La ligne Chikuho Electric Railroad (筑豊電気鉄道線, Chikuhō Denki Tetsudō-sen) est une ligne ferroviaire située dans la préfecture de Fukuoka au Japon. Elle relie la gare de Kurosaki-Ekimae à Kitakyushu à la gare de Chikuhō-Nōgata à Nōgata. La ligne est exploitée par la compagnie Chikuho Electric Railroad, filiale de la Nishitetsu.

## Histoire
La ligne ouvre le 21 mars 1956 entre Kumanishi et Chikuhō-Nakama.

## Caractéristiques

### Ligne
- Longueur : 16,0 km
- Écartement : 1 435 mm
- Alimentation : 600 V cc par caténaire
- Nombre de voies : Double voie

### Liste des gares
La ligne comporte 21 gares.
| Numéro | Gare              | Nom japonais   | Distance (km) | Correspondances                                                        | Localisation               |
| ------ | ----------------- | -------------- | ------------- | ---------------------------------------------------------------------- | -------------------------- |
| CK01   | Kurosaki-Ekimae   | 黒崎駅前       | 0             | JR Kyushu : Kagoshima, Fukuhoku Yutaka                                 | Yahatanishi-ku, Kitakyushu |
| CK02   | Nishi-Kurosaki    | 西黒崎         | 0,2           |                                                                        | Yahatanishi-ku, Kitakyushu |
| CK03   | Kumanishi         | 熊西           | 0,6           |                                                                        | Yahatanishi-ku, Kitakyushu |
| CK04   | Hagiwara          | 萩原           | 1,7           |                                                                        | Yahatanishi-ku, Kitakyushu |
| CK05   | Anō               | 穴生           | 2,3           |                                                                        | Yahatanishi-ku, Kitakyushu |
| CK06   | Morishita         | 森下           | 2,8           |                                                                        | Yahatanishi-ku, Kitakyushu |
| CK07   | Imaike            | 今池           | 3,7           |                                                                        | Yahatanishi-ku, Kitakyushu |
| CK08   | Einomaru          | 永犬丸         | 4,5           |                                                                        | Yahatanishi-ku, Kitakyushu |
| CK09   | Sangamori         | 三ヶ森         | 5,0           |                                                                        | Yahatanishi-ku, Kitakyushu |
| CK10   | Nishiyama         | 西山           | 5,7           |                                                                        | Yahatanishi-ku, Kitakyushu |
| CK11   | Tōritani          | 通谷           | 6,7           |                                                                        | Nakama                     |
| CK12   | Higashi-Nakama    | 東中間         | 7,2           |                                                                        | Nakama                     |
| CK13   | Chikuhō-Nakama    | 筑豊中間       | 7,9           |                                                                        | Nakama                     |
| CK14   | Kibōgaoka-Kōkōmae | 希望が丘高校前 | 8,8           |                                                                        | Nakama                     |
| CK15   | Chikuhō-Katsuki   | 筑豊香月       | 10,2          |                                                                        | Yahatanishi-ku, Kitakyushu |
| CK16   | Kusubashi         | 楠橋           | 11,5          |                                                                        | Yahatanishi-ku, Kitakyushu |
| CK17   | Shin-Koyanose     | 新木屋瀬       | 12,1          |                                                                        | Yahatanishi-ku, Kitakyushu |
| CK18   | Koyanose          | 木屋瀬         | 12,6          |                                                                        | Yahatanishi-ku, Kitakyushu |
| CK19   | Ongano            | 遠賀野         | 13,9          |                                                                        | Nōgata                     |
| CK20   | Ganda             | 感田           | 15,2          |                                                                        | Nōgata                     |
| CK21   | Chikuhō-Nōgata    | 筑豊直方       | 16,0          | JR Kyushu : Chikuhō (à Nōgata) Heisei Chikuho Railway : Ita (à Nōgata) | Nōgata                     |